# Сан-Николас-де-лос-Гарса
Сан-Николас-де-лос-Гарса (исп. San Nicolás de los Garza) — город и муниципалитет северо-восточного штата Нуэво-Леон в Мексике. Входит в зону мегаполиса Монтеррей.
Расположен в 9 км от столицы штата г. Монтеррей и в 706 км от Мехико.

## История
Первое документальное упоминание от 5 февраля 1597 г. относит основание города на 20 сентября 1596 года.
Основателем считается Диего Диас де Берланга, получивший здесь землю для обработки.
Название происходит от имени покровителя города — Сан-Николаса де Толентино из Гарса, в честь которого здесь была построена первая часовня, ""

## География
Город находится на высоте от 500 до 900 м над уровнем моря на прибрежной равнине северного залива в районе водосбора Рио-Браво-дель-Норте.
Три четверти площади города сформированы из аллювиальных отложений.

## Власти
Сан-Николас-де-лос-Гарса является муниципалитетом, управляемым демократически избранным президентом муниципалитетом (муниципальным президентом или мэром) сроком на 3 года без права на переизбрание. С 1980-х годов у власти здесь находятся представители партии национального действия Мексики.

## Экономика
В первой половине XX-го века несколько крупных мексиканских компаний построили заводы в городе, что сделало Сан-Николас-де-лос-Гарса одним из главных промышленных центров штата. В числе крупных объектов в городе: известные компании Cemex (производство бетона), Vitro (стекольная промышленность), Peñoles y Hylsa (металлургия).
В конце 1980-х-начале 1990-х годов были построены огромные торговые центры для обслуживания большого количества населения, после чего торговля вышла на первое место в экономической деятельности вместо промышленного производства.

## Образование
В Сан-Николас-де-лос-Гарса размещается Автономный университет штата Нуэво Леон, третий по величине университет Мексики.

## Спорт
Из всех городов штата Нуэво-Леон город Сан-Николас-де-лос-Гарса имеет лучшую спортивную инфраструктуру.
Футбол представлен профессиональной командой «УАНЛ Тигрес», до 1996 года игравшей под эгидой местного университета.

## Города-побратимы

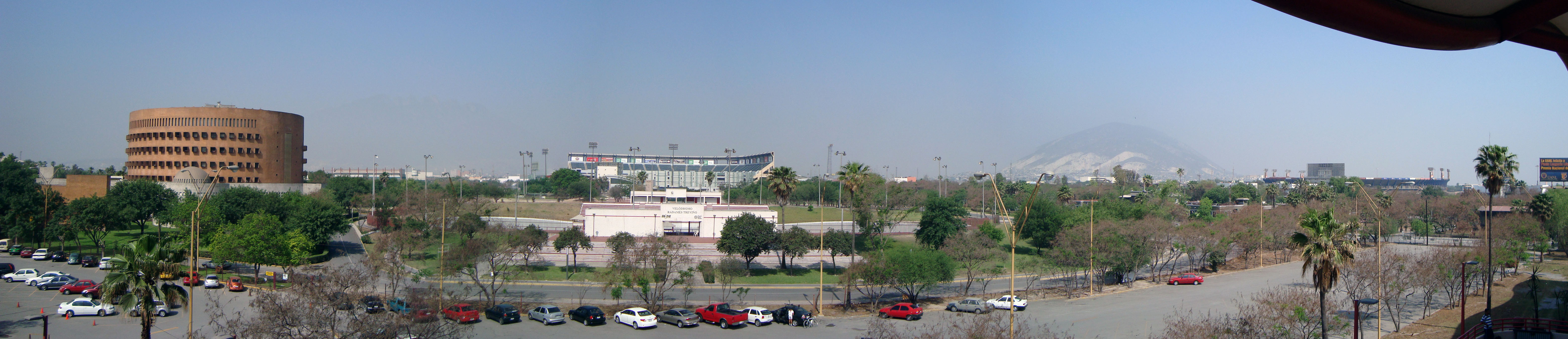
Панорама Сан-Николас-де-лос-Гарса

- Виннипег, Канада
- Дентон, США
- Канзас-Сити, США
- Сегин, США
- Тайбэй, Тайвань (1997)

## Персоналии
- Алисия Вильярреал (род. 1971) — мексиканская певица.
- Родригес, Луис Альфонсо (род. 1991) —  мексиканский футболист, полузащитник клуба УАНЛ Тигрес и сборной Мексики.
- Урибе, Мануэль (1965—2014) — один из самых тяжёлых людей за всю историю медицины.